# خبرنگار

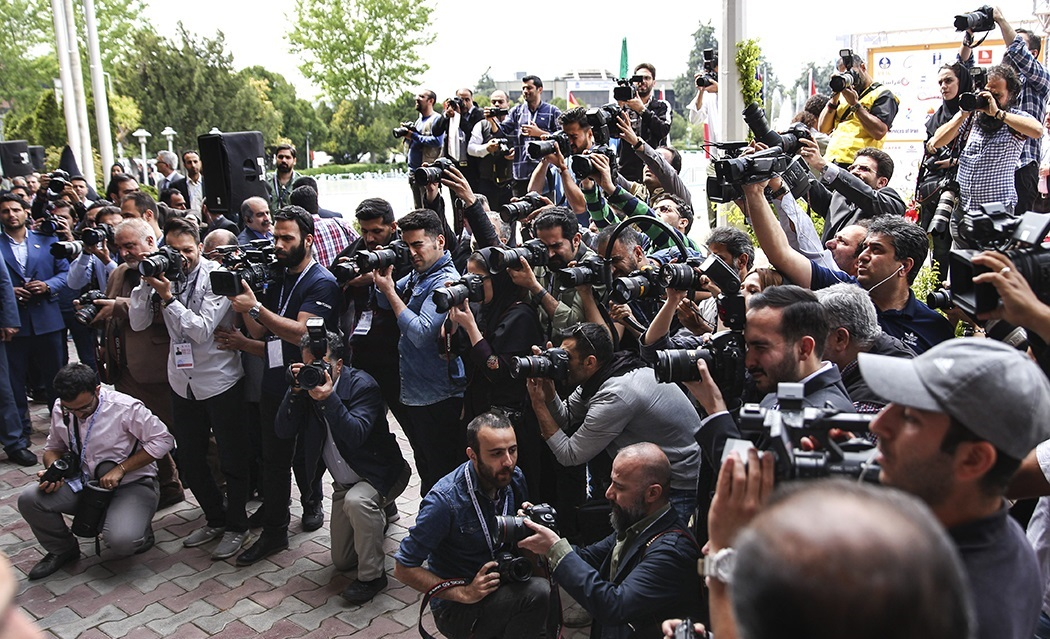
جمعی از خبرنگاران در حال ثبت رویداد

خبرنگار (به انگلیسی: Reporter یا correspondent) نوعی روزنامه‌نگار است که در مطبوعات، رادیو، تلویزیون و اینترنت، به عنوان روزنامه‌نگارِ بخشِ اخبار، مشغول به کار است و برخلاف سایر روزنامه‌نگارانی که خبرنگار نیستند، فقط بر تهیه گزارش خبری متمرکز است(روزنامه‌نگاری که نام شغل خبرنگاران و بسیاری دیگر از فعالان رسانه‌ای است، به معنای فعالیت در روزنامه نیست و شامل تمام رسانه‌های دیجیتال یا چاپی است)؛ روزنامه‌نگارانی که خبرنگار نیستند، می‌توانند علاوه بر گزارش عینی خبر، اخبار را در فضای مجازی و رسانه‌ها، تحلیل و تفسیر کنند یا حتی به موضوعات غیر خبری بپردازند و مثلاً به عنوان روزنامه‌نگار هنری، در وب سایت‌های حوزه سینما و هنر، نقد و بررسی فیلم‌های سینمایی مختلف را منتشر کنند. گاهی برخی از فارسی زبانان به دلیل تصوری غلط مبنی بر محدودیت روزنامه‌نگاری به رسانه‌های چاپی و کاغذی، هر کس در رسانه چاپی کار کند را روزنامه‌نگار و هرکس که در رسانه دیجیتال مشغول به کار باشد را خبرنگار می‌نامند که بسیار اشتباه می‌باشد، زیرا روزنامه‌نگاری اولاً محدود به روزنامه و رسانه چاپی نیست و می‌تواند اینترنتی و تلویزیونی هم باشد؛ دوماً روزنامه‌نگاری شامل شاخه‌های متعددی از انواع مختلف تولید محتوا و فعالیت‌های رسانه ای مانند خبرنگاری، سردبیری، گزارشگری تحقیقی، گزارشگری تحلیلی و موارد دیگر می‌باشد؛ پس تولید محتوای خبری و خبرنگاری فقط یکی از حوزه‌های روزنامه‌نگاری را تشکیل می‌دهد و حوزه‌های دیگری هم وجود دارند که به عنوان زیرشاخه روزنامه‌نگاری تلقی می‌شوند.
شورای فرهنگ عمومی ایران در اولین سالگرد کشته شدن محمود صارمی هفده مرداد را روز خبرنگار نامید. در این روز هر ساله برای قدردانی و پاسداشت زحمات خبرنگاران برنامه‌هایی تدارک دیده می‌شود.

## در زبان فارسی
در زبان انگلیسی و برخی زبان‌های دیگر اصطلاحِ "Correspondent" مختص خبرنگارانی است که مأموریت دارند تا اخبار موضوعی خاص و تخصصی را پوشش دهند یا در مکانی خاص و معمولاً دور، حضور پیدا کنند و گزارش خبری تهیه کنند؛ اما منظور از کلمه "reporter"، هر خبرنگاری است که مشغول به این حرفه می‌باشد و فرقی ندارد که گزارشش محدود به مکانی خاص یا موضوعی خاص باشد یا نباشد. با این حال، فارسی زبانان برای هر دو واژه‌های "reporter" و "correspondent" از کلمه خبرنگار استفاده می‌کنند و نام شغل آنها را روزنامه‌نگاری (به فرانسوی: Journalisme) می‌نامند که فعالیتی رادیویی، تلویزیونی، مطبوعاتی و اینترنتی تلقی می‌شود که اگرچه اصطلاحش از واژه روزنامه (به فرانسوی:Journal) به وجود آمده، اما نه تنها به معنای فعالیت در روزنامه‌ها نیست، بلکه اتفاقاً، بیشتر فعالیت‌های امروزی‌اش در تلویزیون و فضای مجازی انجام می‌گیرد و ممکن است به شکل خبرنگاری انجام شود، ممکن هم است که به شکل خبرنگاری نباشد و به اشکالی چون سردبیری و گویندگی اخبار انجام گیرد.

## استانداردهای حرفه‌ای و اخلاقی
از خبرنگاران انتظار می‌رود که اصول خاص این حرفه را به درستی رعایت کنند. قسمتی از این اصول عبارت‌اند از:
- استفاده از منبع اصلی اطلاعات، شامل مصاحبه با افرادی که مستقیماً در یک موضوع نقش دارند، اسناد اصل و دیگر منابع مستقیم اطلاعاتی تا حد امکان و نقل منابع اطلاعات در خبرها؛
  - برای کسب اطلاعات بیشتر در مورد چگونگی استفاده از منابع رجوع شود به نقل منبع در خبرنگاری
- در صورت عدم وجود منابع اصلی انتساب کامل تمامی اطلاعات گردآوری شده از دیگر منابع منتشر شده (عدم انجام این کار سرقت ادبی محسوب می‌شود؛ برخی از روزنامه‌ها وقتی مقاله‌ای از اطلاعات گزارش‌های قبلی استفاده کرده باشد، آن را نقل می‌کنند)؛
- استفاده از چندین منبع اطلاعاتی مرجع، مخصوصاً در مواردی که موضوع گزارش جنجال‌برانگیز باشد؛
- بررسی دقیق هر مطلبی که به عنوان واقعیت عنوان می‌شود؛
- جستجو و نقل تمامی تعبیرات ممکن از یک موضوع؛
- گزارش منصفانه و دور از جبهه‌گیری و به تصویر کشیدن جوانب مختلف یک موضوع بدون طرفداری از یکی؛
- انجام تحقیق و ارائه گزارش با رعایت توازن میان واقع نگری و شک‌گرایی.
- قضاوت دقیق در هنگام تنظیم و گزارش اطلاعات.
- دقت در محرمانه نگاه داشتن منابع (سازمان‌های خبری معمولاً قوانینی خاص در مورد محرمانه نگاه داشتن منابع دارند که خبرنگاران باید از آن‌ها تبعیت کنند)؛
- رد کردن هرگونه هدیه یا لطف از طرف مورد گزارش، و حتی جلوگیری از هرگونه تحت تأثیر واقع شدن؛
- جلوگیری از تهیه گزارش یا شرکت در تحقیق و نگارش در مورد موضوعی که خود خبرنگار نسبت به آن نفع شخصی یا تعصبی دارد که کنار گذاشتن آن برایش امکان‌پذیر نیست.

علیرضایونس زاده حقیقی لیسانس هنرهای تجسمی گرایش مجسمه سازی ازپژوهشکده علوم وفنون نویدآرمان آتیه تبریز"شاعر"نویسنده"پژوهشگر"مجسمه ساز"خبرنگار"روزنامه نگار" علیرضایونس زاده حقیقی ازسال1381و1382دوره خبرنگاری راازطرف دانشکده خبردرشیرازگزرانیدوگواهینامه های آن رااخذکرد.وازتاریخ1385/5/24همکاری خبری خودراباسازمان خبرگزاری جمهوری اسلامی ایران-ایرناآغازکرد.وهمچنین ازتاریخ1392/12/12 همکاری خبری خودراباسازمان نبرگزاری دانشجویان ایران-ایسنا آغازکرد.وهمچنین ازخرداد1393همکاری خبری خودراباروزنامه ایران سپیدآغازکرد.علیرضایونس زاده حقیقی می گدوید:روزنامه نگاری وخبرنگاری عشق وعلاقه است که درمن وجوددارد.وبه سخن زنده یاددکترسیمین دانشوراشاره کردکه گفته است:(روزنامه نگاری وخبرنگاری عشقی است که انسان رابه محتوای درونیش عاشق می کند.)